# 24 Hores de Montjuïc 1959
L'edició de 1959 de les 24 Hores de Montjuïc fou la 5a d'aquesta prova, organitzada per la Penya Motorista Barcelona al Circuit de Montjuïc el cap de setmana del 4 i 5 de juliol.
Fou una edició marcada per la mort de Conrad Cadirat en estavellar-se de cap contra una vorada i ésser atropellat després pel corredor que el seguia, després d'haver topat amb la moto d'un altre competidor mentre anaven a 130 km/h, prop del revolt de Miramar.

## Classificació general
| Posició | Pilot 1                  | Pilot 2                | Motocicleta | Grup | Classe | Voltes | Km        | km/h   |
| ------- | ------------------------ | ---------------------- | ----------- | ---- | ------ | ------ | --------- | ------ |
| 1       | Bruce Daniels            | Peter Darvill          | BMW 600     | E    | Sup.   | 585    | 2.220,836 | 92,534 |
| 2       | Joan Soler Bultó         | Eduard Marquès         | Bultaco     | T    | 125    | 566    | 2.148,847 | 89,535 |
| 3       | John Grace               | Ricardo Quintanilla    | Bultaco     | T    | 125    | 561    | 2.129,731 | 88,738 |
| 4       | Alfredo Flores           | Carrero                | Ducati      | E    | 125    | 560    | 2.123,944 | 88,499 |
| 5       | Josep Maria Arenas       | Manuel Relats          | Bultaco     | T    | 125    | 541    | 2.051,878 | 85,494 |
| 6       | Josep M. Llobet "Turuta" | Bultó                  | Bultaco     | T    | 125    | 535    | 2.030,667 | 84,611 |
| 7       | Jaume Bordoy             | Maurici Aschl          | Montesa     | T    | 125    | 535    | 2.030,617 | 84,609 |
| 8       | Esteve                   | Rafa                   | Montesa     | T    | 125    | 534    | 2.024,905 | 84,371 |
| 9       | Tickle                   | Jack Findlay           | Montesa     | T    | 125    | 533    | 2.020,418 | 84,184 |
| 10      | Àlex Soler-Roig          | Joan A. Rodés "Juanjo" | Montesa     | T    | 125    | 528    | 2.004,779 | 83,532 |

1. ↑  E: Esportives / T: Turisme

## Guanyadors per categories

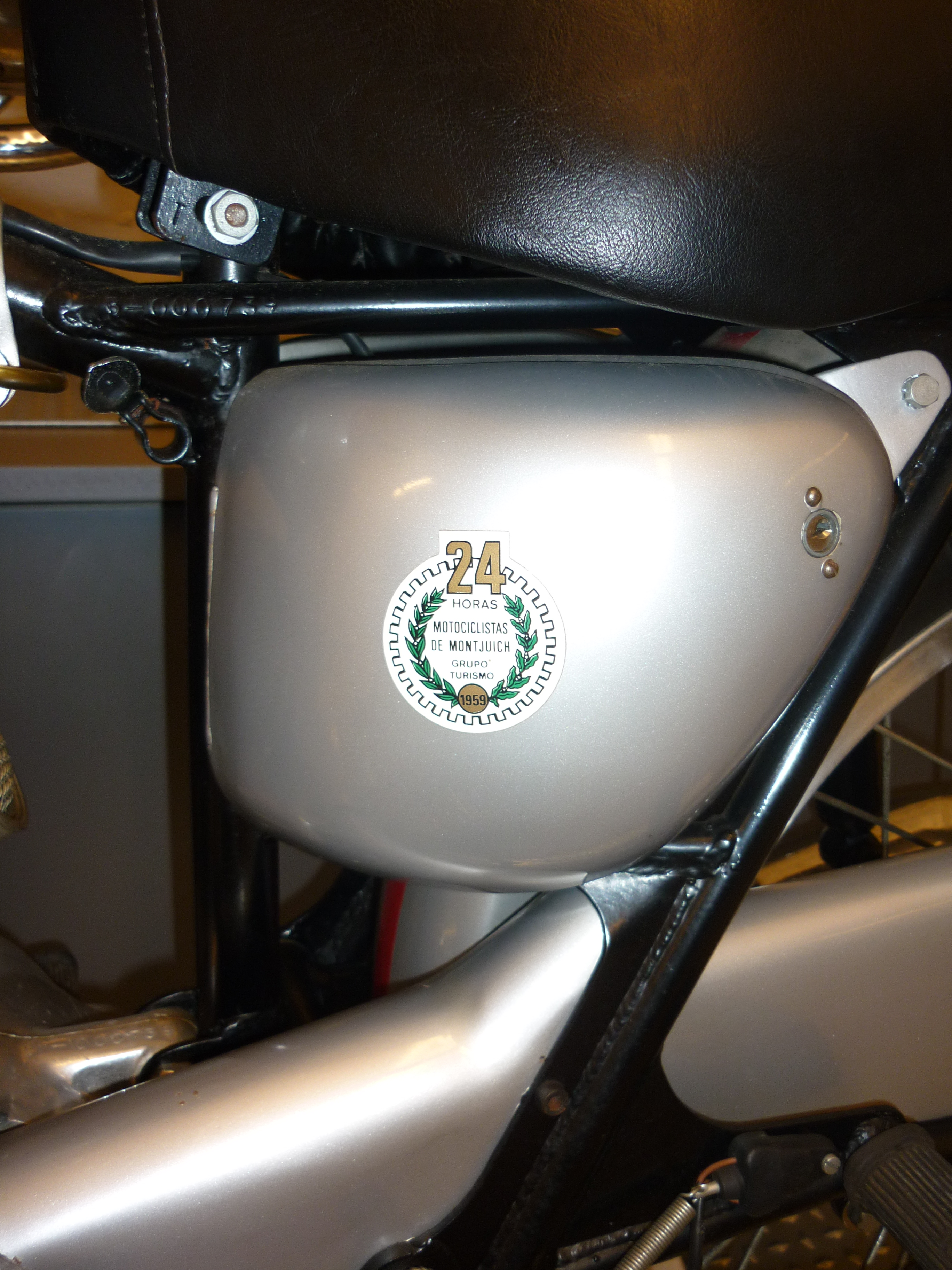
Adhesiu en una Tralla 101 commemorant la victòria de Bultaco en categoria "125 cc de sèrie" a les 24 Hores de Montjuïc de 1959

### Grup A: Motocicletes esportives
| Categoria | Pilot 1          | Pilot 2       | Motocicleta | Voltes | Km        | km/h   |
| --------- | ---------------- | ------------- | ----------- | ------ | --------- | ------ |
| 125 cc    | Alfredo Flores   | Carrero       | Ducati      | 560    | 2.123,944 | 88,499 |
| 250 cc    | Francisco García | Fernández     | Mòndial     | 520    | 1.972,023 | 82,167 |
| +250 cc   | Bruce Daniels    | Peter Darvill | BMW         | 585    | 2.220,836 | 92,534 |

### Grup B: Motocicletes turisme de sèrie
| Categoria | Pilot 1          | Pilot 2        | Motocicleta | Voltes | Km        | km/h   |
| --------- | ---------------- | -------------- | ----------- | ------ | --------- | ------ |
| 125 cc    | Joan Soler Bultó | Eduard Marquès | Bultaco     | 566    | 2.148,847 | 89,535 |
| 250 cc    | González         | Manuel Traver  | Sanson      | 409    | 1.858,731 | 77,447 |

## Trofeus addicionals
| Trofeu                                    | Guanyadors                                 |
| ----------------------------------------- | ------------------------------------------ |
| Trofeu "Samaranch"                        | Francesco Villa - Alfredo Balboni (Ducati) |
| V Trofeu "Centauro" de El Mundo Deportivo | BMW (Bruce Daniels - Peter Darvill)        |